# Copa Intendente Nicasio Vila
La Copa Intendente Nicasio Vila è stata una competizione calcistica disputata in Argentina tra società della città di Rosario tra il 1907 e il 1930. Organizzata a cadenza annuale dalla Liga Rosarina de Fútbol, nominava il campione provinciale e, dal 1913, consentiva l'accesso alla Copa Ibarguren, che contrapponeva le squadre affiliate alla Federazione nazionale a quelle della federazione di Rosario.

## Storia
La Liga Rosarina de Fútbol fu fondata il 30 marzo 1905: la federazione organizzò nello stesso anno il suo primo torneo, la Copa Intendente Santiago Pinasco. Per le prime due stagioni, 1905 e 1906, fu quella la massima competizione del campionato di Santa Fe: le squadre erano esclusivamente provenienti dalla città di Rosario. Nel 1907 venne decisa l'organizzazione di un altro campionato, la Copa Intendente Nicasio Vila: il trofeo fu donato da Nicasio Vila, allora sindaco di Rosario; la Copa Santiago Pinasco fu declassata a torneo di seconda divisione. Le prime cinque edizioni, disputate tra il 1907 e il 1911, videro la prevalenza del Newell's Old Boys, che se ne aggiudicò 4; il Rosario Central vinse la restante, nel 1908. Nel 1912 il Rosario Central e il Tiro Federal si separarono dalla Liga Rosarina e crearono una nuova federazione, la Federación Rosarina de Football, ricalcando quanto accaduto a livello nazionale con lo scisma tra Asociación Argentina de Football e Federación Argentina de Football nello stesso anno. La federazione dissidente ebbe però vita breve: riuscì a organizzare una sola edizione del proprio campionato, nel 1913, prima di riunirsi con la LRF nel 1914. L'edizione 1912 della Copa Nicasio Vila fu terminata anzitempo, in quanto l'uscita dal torneo di Rosario Central e Tiro Federal impedì il completamento dei turni di gare previsti. Nel 1914 si tornò a disputare regolarmente la competizione, che fino al 1917 fu appannaggio del Rosario Central. Nel 1920 il Tiro Federal registrò la sua prima vittoria: nello stesso anno tre squadre (Rosario Central, Gimnasia y Esgrima e Nacional) fondarono un'altra federazione dissidente, la Asociación Amateurs Rosarina de Football (il cui nome richiamava quello della Asociación Amateurs de Football, federazione indipendente creatasi da una separazione all'interno dell'Asociación Argentina de Football). Ancora una volta la Federazione alternativa ebbe scarso successo: la AARF riuscì a disputare solo due campionati prima di riunirsi alla LRF nel 1922. Per tutti gli anni 1920 la Copa Vila continuò a tenersi con cadenza annuale; nel 1930 si disputò la ultima edizione, giacché nel 1931 la LRF seguì l'esempio della Liga Argentina de Football e introdusse il professionismo nel calcio di Santa Fe, come la LAF aveva fatto a livello nazionale. Il 22 giugno 1931 fu pertanto fondata la Asociación Rosarina de Fútbol, che organizzò un nuovo campionato, il Torneo Gobernador Luciano Molinas.

## Edizioni
| Anno | Vincitore         |
| ---- | ----------------- |
| 1907 | Newell's Old Boys |
| 1908 | Rosario Central   |
| 1909 | Newell's Old Boys |
| 1910 | Newell's Old Boys |
| 1911 | Newell's Old Boys |
| 1912 | Non completata    |
| 1913 | Newell's Old Boys |
| 1914 | Rosario Central   |
| 1915 | Rosario Central   |
| 1916 | Rosario Central   |
| 1917 | Rosario Central   |
| 1918 | Newell's Old Boys |
| 1919 | Rosario Central   |
| 1920 | Tiro Federal      |
| 1921 | Newell's Old Boys |
| 1922 | Newell's Old Boys |
| 1923 | Rosario Central   |
| 1924 | Belgrano (R)      |
| 1925 | Tiro Federal      |
| 1926 | Tiro Federal      |
| 1927 | Rosario Central   |
| 1928 | Rosario Central   |
| 1929 | Newell's Old Boys |
| 1930 | Rosario Central   |
| 1931 | Non completata    |

## Albo d'oro
- Rosario Central: 10 titoli (1908, 1914, 1915, 1916, 1917, 1919, 1923, 1927, 1928, 1930)
- Newell's Old Boys: 9 titoli (1907, 1909, 1910, 1911, 1913, 1918, 1921, 1922, 1929)
- Tiro Federal: 3 titoli (1920, 1925, 1926)
- Belgrano (R): 1 titolo (1924)